# Lonesome Corners
Lonesome Corners è un film muto del 1922 scritto, prodotto, interpretato e diretto da Edgar Jones. Fu l'ultimo film della carriera del regista. Con questa pellicola, si esaurì anche la breve carriera cinematografica di Lillian Lorraine, più nota come star delle Ziegfeld Follies che come attrice di cinema.

## Trama
Henry Warburton, dovendo aspettare nove anni prima di poter entrare in possesso di un'eredità, si isola in mezzo ai boschi. Conosce una ragazza del posto, Nola, e la sposa. Un suo amico, Grant Hamilton, lo va a trovare nella sua nuova casa. Vedendo Nola, intuisce che, sotto il suo aspetto di ragazza acqua e sapone e priva di qualsiasi orpello, si nasconde una personalità che andrebbe sviluppata ed educata. Sordo a ogni suggerimento di Hamilton, Henry è contrario a ogni cambiamento. Così, l'amico decide di "rapire" la giovane, nascondendola in un cottage dove, sotto la sua guida e sotto il controllo di una governante, sboccerà la nuova Nola. Henry cerca la moglie, ma senza trovarla, con Hamilton che lo depista con false tracce.
Un anno dopo, Henry ritorna a New York. Lì, ritrova finalmente la moglie che si è trasformata in una splendida donna. I due, alla fine, possono felicemente riunirsi.

## Produzione
Il film fu prodotto dalla Playgoers Pictures, una piccola compagnia di produzione e di distribuzione che fu attiva dal 1921 al 1923.

## Distribuzione
Distribuito dalla Pathé Exchange, uscì nelle sale cinematografiche USA il 23 aprile 1922.